# Departamento Palpalá

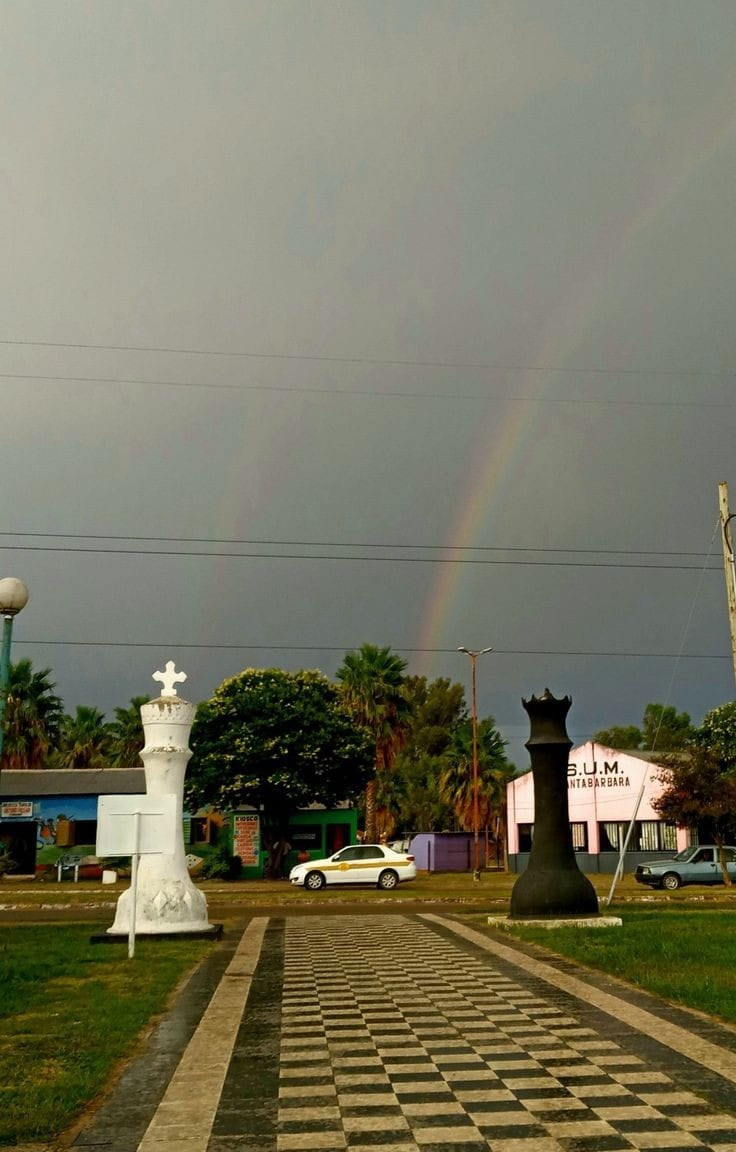
Plaza del Ajedrez al lado de la Fuente de Aguas Danzantes, ubicada en Av. Mina 9 de Octubre, cerca de la Terminal de Ómnibus y el acceso a Palpalá desde Ruta Nacional 66 Sur.

Palpalá es uno de los 16 departamentos en que se divide administrativamente la provincia de Jujuy, en el noroeste de Argentina. Fue creado el 21 de octubre de 1986 con territorio del Departamento Manuel Belgrano

## Superficie, límites y acceso
Posee 467 km² de superficie. Limita al este con el departamento San Pedro, al sur con el departamento El Carmen y al oeste con los departamentos Doctor Manuel Belgrano y San Antonio.

La principal vía de acceso al departamento es la RN 66.

## Localidades
Según datos correspondientes al censo del año 2010, la mayor parte de la población se concentra en la ciudad cabecera del departamento. Existen además algunas pequeñas localidades y parajes con población rural dispersa.
- Carahunco 162 hab.
- Centro Forestal 402 hab.
- Palpalá (Est. Gral. Manuel N. Savio) 50.183 hab.

## Población
Contó con 52 631 habitantes (Indec, 2010), lo que representó un incremento del 0.99 % frente a los 48 199 habitantes (Indec, 2001) del censo anterior.
Para el censo 2022 el departamento registró 65 541 habitantes. Esto representó un aumento en la cantidad de personas del 24.5%, arriba del crecimiento poblacional provincial.Estos datos le valieron ser el departamento ser el tercero más denso y el tercero que más creció de la provincia.
| Gráfica de evolución demográfica de Departamento Palpalá entre 1991 y 2022 |
|                                                                            |
| Fuente: censos nacionales del INDEC                                        |

## Salud y educación
El departamento cuenta con 20 centros de salud, la mayoría de ellos dedicados a la atención primaria.
Según datos oficiales, en el año 2011 el departamento contaba con un total de 46 establecimientos educativos, la mayoría de ellos de gestión pública, que atienden los requerimientos de niños y jóvenes desde el jardín maternal hasta la etapa posterior al nivel secundario.

## Sismicidad
La sismicidad del área de Jujuy es frecuente y de intensidad baja, y un silencio sísmico de terremotos medios a graves cada 40 años.
- Sismo de 1863: aunque dicha actividad geológica catastrófica, ocurre desde épocas prehistóricas, el terremoto del 4 de enero de 1863 (162 años),[13] señaló un hito importante dentro de la historia de eventos sísmicos jujeños, con 6.4 Richter.[12]
- Sismo de 1948: el 25 de agosto de 1848 (176 años) con 7.0 Richter, el cual destruyó edificaciones y abrió numerosas grietas en inmensas zonas[13][12]
- Sismo de 2011: el 6 de octubre de 2011 (13 años) con 6.2 Richter, produjo rotura de vidrios y mampostería.[12]